# Lepuru purvs
Lepuru purvs este o arie protejată (arie specială de conservare — SAC, sit de importanță comunitară — SCI, arie de protecție specială avifaunistică — SPA) din Letonia întinsă pe o suprafață de 302,27 ha, integral pe uscat.

## Localizare
Centrul sitului Lepuru purvs este situat la coordonatele 57°33′33″N 26°24′55″E / 57.5592°N 26.4153°E.

## Înființare
Situl Lepuru purvs a fost declarat arie de protecție specială avifaunistică în decembrie 2002 pentru a proteja 3 specii de animale. Alte tipuri de protecție:
- sit de importanță comunitară (în mai 2004)
- arie specială de conservare (în mai 2004)[1][3][4]

## Biodiversitate
Situată în ecoregiunea boreală, aria protejată conține 6 habitate naturale: Turbării active, Mlaștini oligotrofe degradate, capabile încă de regenerare naturală, Mlaștini turboase de tranziție și turbării mișcătoare, Depresiuni pe substraturi de turbă de Rhynchosporion, Taiga vestică, Mlaștini împădurite.
La baza desemnării sitului se află mai multe specii protejate:
- păsări (2): ciocănitoare neagră (Dryocopus martius), viespar (Pernis apivorus)
- nevertebrate (1): Ophiogomphus cecilia

Pe lângă speciile protejate, pe teritoriul sitului au mai fost identificate 1 specie de plante, 1 specie de mamifere, 3 specii de nevertebrate.